# あべ美幸
あべ 美幸（あべ みゆき、1972年1月4日 - ）は、日本の漫画家。星座はやぎ座、血液型はB型。自画像はカエル。現在、角川書店、『エメラルド』にて執筆中。

## 経歴
『LOST CHILD』でデビュー。代表作に、『困った時には星に聞け!』、『八犬伝―東方八犬異聞―』、『SUPER LOVERS』などがある。
2009年より『いち＊ラキ』で連載していた『八犬伝―東方八犬異聞―』を休載していたが、2010年12月27日発売の『CIEL TresTres』にて、2011年1月29日発売の『CIEL3月号』より移籍。連載再開される事が発表された。
2014年に『CIEL』から新増刊誌『エメラルド』に移籍する事が発表され、同年8月30日に発売された『エメラルド夏の号』から『八犬伝―東方八犬異聞―』、『SUPER LOVERS』の2作品が連載されている。

## 作品リスト
- LOST CHILD
- Sweet vs Home
- バッシング恋愛
- 君は僕を好きになる
- WHIZ KID
- 困った時には星に聞け!
- 八犬伝―東方八犬異聞―（全24巻）
- SUPER LOVERS（既刊18巻）
- 初恋（元タイトル：Sweet vs Home、描きおろしあり）

### その他
- 複製原画集 
  - あべ美幸
  - あべ美幸2〜困った時には星に聞け!セレクション〜
- もっと!!困った時には星に聞け!〜イラスト&データ攻略ファイル〜